# اریک استاف
اریک استاف (انگلیسی: Eric Stough؛ زادهٔ ۳۱ ژوئیهٔ ۱۹۷۲) کارگردان فیلم، صداپیشه، تهیه‌کننده فیلم، پویانما و تهیه‌کننده تلویزیونی اهل ایالات متحده آمریکا است. وی از سال ۱۹۹۵ میلادی تاکنون مشغول فعالیت بوده‌است. وی برندهٔ جوایزی همچون جوایز امی ساعات پربیننده شده‌است.